# Makoto Hasebe
Makoto Hasebe (長谷部 誠, Hasebe Makoto), né le 18 janvier 1984 à Fujieda au Japon est un ancien footballeur international japonais qui évolue principalement au poste de milieu défensif. Il jouait à l'Eintracht Francfort de 2014 à 2024. Il a auparavant joué au Urawa Red Diamonds entre 2002 et 2007 et au VfL Wolfsburg entre 2008 et 2013.
Capable de joueur en milieu défensif ou en défenseur Makoto Hasabe est réputé pour son sérieux et sa capacité de récupération du ballon.
Il est le joueur japonais ayant jouée le plus de match pour des clubs européens.

## Biographie

### En club
En 2006 il gagne le championnat du Japon puis en 2007 la ligue des champions asiatique avec le Urawa Red Diamonds.
Il signe à Wolfsburg en 2008.
C'est en 2009 que le joueur Japonais remporte son premier titre en Europe en gagnant le championnat d'Allemagne avec l'équipe de Wolfsburg ou il joue régulièrement jusqu'à 2013.
Le 2 septembre 2013, Makoto Hasebe rejoint le FC Nuremberg, où il signe un contrat de trois ans.
Le 2 juin 2014, Makoto Hasebe s'engage en faveur de l'Eintracht Francfort.
Titulaire des les premières saisons au sein de l'équipe il ne gagne cependant pas de titre lors de ces années. 
En 2018 il remporte un deuxième trophée en europe en gagnant la coupe d'Allemagne son premier titre avec Francfort.
Alors que son contrat expirait en juin 2020, Makoto Hasebe prolonge son contrat d'une saison le 22 mai 2020.
Le 8 mars 2021, alors âgé de 37 ans, Makoto Hasebe prolonge d'une année supplémentaire avec l'Eintracht Francfort, le liant avec le club jusqu'en juin 2022.

### En sélection
Makoto Hasebe honore sa première sélection avec l'équipe nationale du Japon le 11 février 2006 face aux États-Unis. Il entre en jeu à la place de Takashi Fukunishi lors de cette rencontre perdue par son équipe (3-2).
Il remporte la coupe d'Asie en 2011.

## Palmarès
- Coupe du Japon de football (Coupe de l'Empereur) en 2005 et 2006
- Championnat du Japon (J.League) en 2006
- Ligue des Champions de l'AFC en 2007
- Championnat d' Allemagne en 2009
- Coupe d'Asie des nations en 2011
- Coupe d'Allemagne en 2018
- Ligue Europa en 2022 avec l'Eintracht Francfort.

## Buts internationaux
| # | Date             | Lieu                         | Adversaire | Score | Résultat | Compétition                               |
| - | ---------------- | ---------------------------- | ---------- | ----- | -------- | ----------------------------------------- |
| 1 | 18 novembre 2009 | Hong Kong Stadium, Hong Kong | Hong Kong  | 1-0   | 4-0      | Éliminatoires de la Coupe d'Asie 2011     |
| 2 | 13 janvier 2011  | Doha, Qatar                  | Syrie      | 1-0   | 2-1      | Coupe d'Asie des nations de football 2011 |